# Bosszúállók: Végjáték
A Bosszúállók: Végjáték (eredeti cím: Avengers: Endgame) 2019-ben bemutatott amerikai szuperhős film, mely a Marvel képregények szuperhős csapatán alapszik. A film a Bosszúállók: Végtelen háború közvetlen folytatása, valamint az azt megelőző két Bosszúállók-film folytatása, a huszonkettedik film a Marvel-moziuniverzumban, az Infinity Saga záró alkotása.
A filmet Anthony Russo és Joe Russo rendezte. A forgatókönyvet Christopher Markus és Stephen McFeely írták, producere Kevin Feige. A főszereplők Robert Downey Jr., Chris Evans, Mark Ruffalo, Chris Hemsworth, Scarlett Johansson, Jeremy Renner, Don Cheadle, Paul Rudd, Brie Larson, Karen Gillan, Danai Gurira, Benedict Wong, Jon Favreau, Bradley Cooper, Gwyneth Paltrow és Josh Brolin, továbbá a Végtelen háborúban is szereplő Benedict Cumberbatch, Tom Holland, Chadwick Boseman, Elizabeth Olsen, Anthony Mackie, Sebastian Stan, Tom Hiddleston, Pom Klementieff, Dave Bautista, Vin Diesel, Zoë Saldana, Chris Pratt,  Winston Duke, Letitia Wright, William Hurt, Jacob Batalon, Kerry Condon, Tom Vaughan-Lawlor, Carrie Coon, Michael James Shaw, Terry Notary és Ross Marquand. Korábbi filmekből visszatérő szereplők (többnyire jelképes, cameoszerepben): Samuel L. Jackson, Cobie Smulders, Michael Douglas, Michelle Pfeiffer, Evangeline Lilly, Frank Grillo, Tessa Thompson, Robert Redford, Rene Russo, Tilda Swinton, Angela Bassett, Ty Simpkins, Linda Cardellini, Hayley Atwell, Taika Waititi, John Slattery, Natalie Portman, Marisa Tomei, Callan Mulvey és Maximiliano Hernández, továbbá Sean Gunn és James D’Arcy. Hiroyuki Sanada játssza Akihikót, míg Katherine Langford, aki az idősebb Morgen Stark-ot játszotta volna, nem szerepel a végleges filmben.
A filmzenét a Végtelen háború után ismét Alan Silvestri szerzi. A film gyártója a Marvel Studios, forgalmazója a Walt Disney Studios Motion Pictures. Bemutatója az Egyesült Államokban 2019. április 26-án volt, míg Magyarországon egy nappal korábban, 2019. április 25-én került a mozikba.

## Cselekmény
Három héttel azután, hogy Thanos a végtelen kövek felhasználásával kiirtotta az univerzum élőlényeinek felét, Carol Danvers megmenti Tony Stark-ot és Nebulát az űrben keringő űrhajójukról. Visszatérnek a Földre és csatlakoznak a még élő Bosszúállókhoz — Natasha Romanoff / Fekete Özvegy, Bruce Banner / Hulk, Steve Rogers / Amerika kapitány, Mordály, Thor és James Rhodes ezredes / Hadigép. Nebula ismeretei alapján egy védtelen bolygón rátalálnak a csettintés miatt lesérült Thanos-ra, és azt tervezik, hogy visszaszerzik a végtelen köveket az őrült Titántól, hogy aztán visszacsinálják az eseményeket. Csakhogy Thanos felfedi, hogy elpusztította a köveket, ezért Thor dühében megöli őt, ezúttal a fejére célozva.
Öt évvel később, Scott Lang kiszabadul a kvantumvilágból, majd a Bosszúállók főhadiszállására megy, ahol találkozik Steve Rogers-szel és Natasha Romanoff-fal. Lang elmondja, hogy öt év helyett öt hosszú óráig tartózkodott a kvantumvilágban, és felveti, hogy ezt a világot „időutazáshoz” használhatnák. Ezt követően felkeresik Starkot, hogy segítsen megszerezni a végtelen köveket a múltból, és visszacsinálni a csettintést. Stark időközben apa lett, feleségével Pepper Potts-cal és lányával Morgannel él tóparti házukban, így elutasítja a segítségnyújtást, mert fél, hogy az akció miatt elveszítheti a családját. Ám végül meggondolja magát, miután visszaemlékszik a barátjára, Peter Parker-re. Ezután összedolgozik Bruce Bannerrel, hogy létrehozzák az időutazás feltételeit. Bruce időközben kidolgozott egy technikát: összegyúrta az intelligenciáját Hulk testével, így megmaradt az ereje, ami mellé páratlan tudás is társul. Ezután Banner és Mordály elmennek Új-Asgardba, ahol Thor és megmaradt népe új életet kezdett. Itt találkoznak a mennydörgések istenével, aki közben sörhasat növesztett, állandóan iszik és láthatóan nem tudja feldolgozni a múlt szörnyű eseményeit. Romanoff Clint Bartont keresi fel Tokióban, aki – mióta a családja is a csettintés áldozata lett – már egy „Ronin”, azaz egy félelmet nem ismerő, kegyetlen igazságosztó.
A főhadiszálláson átbeszélnek mindent, amit a kövekről tudnak. Kétfős csapatokra osztódnak, így minden csapat más időbe és helyszínre megy vissza a kövek után kutatva. Banner hozzáteszi, hogy a múlt megváltoztatása nincs hatással a jövőre. Banner, Rogers, Lang és Stark a 2012-es New York-i csata idejére repülnek vissza. Banner megpróbálja meggyőzni az Ősmágust, hogy adja oda neki az Időkövet, aki elmagyarázza, hogy ezzel alternatív idősíkokat hoznának létre. Banner megígéri, hogy miután használták a köveket, visszaviszik őket, az elhozásuk pillanatába, megakadályozva így azt, hogy új idősíkok alakuljanak ki.
Rogers eközben összefut egy beépített Hydra csoporttal és a múltbeli énjével, mikor az Elmekövet próbálja megkaparintani. Langnek és Starknak nem sikerül megszerezniük a Térkövet, mivel Loki megszökik vele. Emiatt új tervet kell kitalálniuk: Stark és Rogers a megmaradt Pym részecskével elutaznak az 1970-es évekbeli S.H.I.E.L.D. bázisra, hogy abban az időben ellopják a Térkövet és még több Pym részecskét szerezzenek, ami elengedhetetlen a visszaúthoz.
Thor és Mordály a 2013-as Asgardba mennek, hogy megszerezzék a Valóságkövet Jane Fostertől. Thornak itt sikerül visszaszerznie a régi fegyverét, a Mjölnirt, ami ebben az időben még létezett. Romanoff és Barton a 2014-es Vormirra utaznak, ahol a Lélekkő hordozója, Vörös Koponya elárulja nekik, hogy a kő megszerzésének érdekében fel kell áldozniuk valamit, amit szeretnek. Mindketten saját magukat szeretnék feláldozni, végül Romanoff veti magát a mélybe. Eközben a Moragen, ugyanabban az évben James Rhodes és Nebula megkaparintják a Hatalomkövet, mielőtt Peter Quill szerezné meg. Rhodes a kővel visszamegy a jelenbe Nebula nélkül, akinek a memóriája összekapcsolódik a 2014-es énjével, aki még Thanos szolgálatában áll. Az akkori időben lévő Thanos elfogja a jelenbeli Nebulát és a memóriájából megtudja, hogy mi történik vele a jövőben és rájön a Bosszúállók tervére. Hogy megakadályozza ezt, 2014-es Nebulát küldi vissza a jelenbe, jelen-Nebulát pedig fogságba ejti az űrhajóján.
Miután az összes végtelen követ megszerezték és visszahozták őket a jelenbe, Stark és Banner elkészíti a Végtelen kesztyűt. Banner a kesztyűt felvéve csettint egyet, hogy így visszahozza azokat, akik elporladtak Thanos csettintésétől. Épp mikor kiderült, hogy sikeres volt a csettintés, támadás éri a főhadiszállást: a 2014-es Nebula az időkapu segítségével transzportálja Thanost és seregét a jelenbe. Stark, Rogers és Thor szembeszállnak Thanos-szal, ekkor Rogers bebizonyítja, hogy méltó a Mjölnir  használatára. De Thanos felülkerekedik rajtuk (még Amerika Kapitány pajzsát is megsemmisíti) és a seregével megkezdi a Föld ostromát. A jelenbeli Nebula meggyőzi a 2014-es Gamorát, hogy forduljon Thanos ellen, majd közös erővel megölik a 2014-es Nebulát, mert őt nem tudták Thanos ellen fordítani. Mikor már kilátástalannak tűnik a harc, visszatér Doktor Strange egy seregnyi varázslóval, amihez a többi Bosszúálló, a Galaxis Őrzői, a Fosztogatók, Asgard és Wakanda seregei csatlakoznak. A végső pusztítást Marvel Kapitány méri Thanos űrhajójára. Thanos megszerzi a köveket, és épp újra csettinteni készül, amit Stark megpróbál megakadályozni. Nem mutatja a kamera, de időközben Stark a Végtelen köveket a saját kesztyűjébe helyezte, így mikor Thanos ismét csettint, már csak egy „üres” Végtelen kesztyűvel teszi ezt, így az semmilyen következménnyel nem jár. Stark ezután csettint egyet, elporlasztja Thanost és seregét, ám ő maga is meghal a kövek erejétől, valamint a kibocsátott gamma-sugárzástól. Halála pillanatában vele van felesége, barátja, Rhodey, és mentoráltja, Peter Parker is.
Stark temetése után Thor Valkűrt nevezi ki Új-Asgard vezetőjévé, ő maga pedig csatlakozik a Galaxis Őrzőihez, hogy megtalálják Gamorát, akinek nyoma veszett Thanos legyőzését követően.
Rogers visszaviszi a végtelen köveket és a Mjölnirt az elhozásuk pillanatába, ezzel megakadályozva az alternatív idősíkok létrejöttét. Steve azonban szándékosan ott marad a múltban, ahol feleségül veszi Peggy Cartert és vele éli le az életét. A jelenben a megöregedett Steve Rogers átadja pajzsát Sam Wilsonnak, ezzel átadva Amerika Kapitány címét is.

## Szereplők
| Szerep                                  | Színész               | Magyar hang         | Leírás |
| --------------------------------------- | --------------------- | ------------------- | --- |
| Tony Stark / Vasember                   | Robert Downey Jr.     | Fekete Ernő         | A Bosszúállók vezetője és jótevője, aki egy önjelölt zseni, milliárdos, playboy és filantróp, aki saját találmányú elektromechanikus páncélokkal rendelkezik. |
| Steve Rogers / Amerika Kapitány         | Chris Evans           | Zámbori Soma        | A Bosszúálló és egy második világháborús veterán, akit egy kísérleti szérummal szuper erőssévált, majd belefagyott a jégbe, mielőtt felébredt volna a modern világban. |
| Bruce Banner / Hulk                     | Mark Ruffalo          | Rajkai Zoltán       | Egy Bosszúálló és egy zseniális tudós, akit jelentős mennyiségű gamma-sugárzás ért, emiatt zöld színű szörnyeteggé változik, amikor dühös vagy izgatott. Gamma-kísérletekkel sikerült egyensúlyt teremtenie két oldala között, ami lehetővé teszi számára, hogy intelligenciáját a Hulk erejével és fizikai termetével kombinálja.                                                      |
| Thor                                    | Chris Hemsworth       | Nagy Ervin          | Bosszúálló és Asgard királya, az azonos nevű skandináv mitológiai isten alapján. Most a Vihartörő nevű misztikus fejszét használ, miután elpusztult a kalapácsa, a Mjolnir. |
| Natasha Romanoff / Fekete Özvegy        | Scarlett Johansson    | Csondor Kata        | Magasan képzett kém, Bosszúálló és a S.H.I.E.L.D. egykori ügynöke. |
| Clint Barton / Sólyomszem / Ronin       | Jeremy Renner         | Stohl András        | Mester íjász és egykori Bosszúálló és S.H.I.E.L.D. ügynök, aki nemrég házi őrizetben került. A családja elvesztése miatt felvette a Ronin nevet. |
| James „Rhodey” Rhodes ezredes / Hadigép | Don Cheadle           | Takátsy Péter       | A Légierők egykori tisztje, aki a Hadigép páncélzatot működteti, és Bosszúálló is egyben. |
| Scott Lang / Hangya                     | Paul Rudd             | Széles Tamás        | Egykori kisstílű bűnöző, aki olyan ruhát szerzett, amely lehetővé teszi számára, hogy összezsugorodjon vagy megnőjön, miközben az ereje is növekszik. |
| Carol Danvers / Marvel Kapitány         | Brie Larson           | Mórocz Adrienn      | Az amerikai légierő volt vadászpilótája és a Csillagosztag nevű elit Kree katonai egység tagja. Emberfeletti erővel, energia kivetítéssel és repüléssel ruházták fel, miután a Tesseract energiával érintkezett. |
| Nebula                                  | Karen Gillan          | Varga Gabriella     | Thanos örökbefogadott lánya, aki Gamorával nevelkedett fel. |
| Okoye                                   | Danai Gurira          | Bognár Gyöngyvér    | A Dora Milaje fejese. |
| Wong                                    | Benedict Wong         | Hajdu Steve         | A Misztikus Művészetek egyik Mestere, akit a Kamar-Taj legértékesebb ereklyéinek és könyveinek védelmével bíztak meg. |
| Harold „Happy” Hogan                    | Jon Favreau           | Kálid Artúr         | A Stark Industries egykori biztonsági főnöke, Stark barátja és egykori sofőrje |
| Mordály                                 | Bradley Cooper (hang) | Kálloy Molnár Péter | Az Őrzők egyik tagja, aki egy genetikailag módosított mosómedve, fejvadász és zsoldos, valamint mestere a fegyvereknek és harci taktikáknak. |
| Virginia „Pepper” Potts                 | Gwyneth Paltrow       | Major Melinda       | Stark felesége és a Stark Vállalat vezérigazgatója. |
| Thanos                                  | Josh Brolin           | Kőszegi Ákos        | Titán és intergalaktikus zsarnok a Titánról, aki minden Végtelen Követ össze akar gyűjteni annak érdekében, hogy a saját akaratát kényszeríthesse a valóságra, és „új egyensúlyba hozza az univerzumot”. |
| Dr. Stephen Strange / Doktor Strange    | Benedict Cumberbatch  | Simon Kornél        | Egykori idegsebész, aki egy autóbaleset után, amely a gyógyulás útjára vezetett, felfedezte a mágia és az alternatív dimenziók rejtett világát, és a misztikus művészetek mestere lett. |
| T’Challa / Fekete Párduc                | Chadwick Boseman      | Debreczeny Csaba    | Az afrikai Vakanda nemzetének királya, aki szuperhumán erejét és képességeit a szív alakú gyógyfű elfogyasztásával szerezte. |
| Peter Parker / Pókember                 | Tom Holland           | Baráth István       | Tinédzser és Stark pártfogoltja, aki egy genetikailag módosított pók csípése után pókszerű képességeket kapott. |
| Gamora                                  | Zoë Saldana           | Solecki Janka       | Thanos nevelte fel őt Nebulával együtt. Az eredeti Gamora meghalt, a múltbéli énje pedig soha nem találkozott a galaxis őrzőivel. |
| Wanda Maximoff / Skarlát Boszorkány     | Elizabeth Olsen       | Szilágyi Csenge     | Bosszúállók tagja, aki hipnózisra és telekinézisre tett szert, miután részt vett a HYDRA emberkísérletében, amihez az Elmekövet használták. |
| Samuel Wilson / Sólyom                  | Anthony Mackie        | Papp Dániel         | Rogers Bosszúálló és egykori mentőejtőernyős, akit a hadsereg légiharcra képzett ki egy speciálisan tervezett szárnypár segítségével. |
| Bucky Barnes / Fehér Farkas             | Sebastian Stan        | Hamvas Dániel       | Szuperképességekkel rendelkező bérgyilkos, valamint Rogers szövetségese és a legjobb barátja, aki agymosást követően bukkan fel újra, miközben azt hitték, hogy a második világháborúban megölték. Barnes, akit korábban a Tél Katonájának hívtak, a Fehér Farkas nevet kapja azoktól a vakandaiaktől, akik segítettek kitörölni az agyából ezt a HYDRA által beprogramozott alteregót. |
| Loki                                    | Tom Hiddleston        | Csőre Gábor         | Thor örökbefogadott testvére, az azonos nevű skandináv mitológiai istenség alapján, aki 2012-ben elmenekül a Tesseract segítségével. |
| Mantis                                  | Pom Klementieff       | Bogdányi Titanilla  | Az Őrzők egyik tagja, aki empatikus képességekkel rendelkezik. |
| Drax, a pusztító                        | Dave Bautista         | Ifj. Jászai László  | Az Őrzők egyik tagja, egy harcos, akinek Thanos meggyilkolta a családját, ezért bosszút forral ellene. |
| Shuri                                   | Letitia Wright        | Törőcsik Franciska  | T’Challa húga. |
| Thaddeus Ross                           | William Hurt          | Nem beszél          | Egyesült Államok külügyminisztere és az amerikai hadsereg volt tábornoka |
| Maria Hill                              | Cobie Smulders        | Nem beszél          | A S.H.I.E.L.D. egykori igazgatóhelyettese. |
| M’Baku                                  | Winston Duke          | Orosz Ákos          | A vakandai Jabari törzs vezetője. |
| Áspis Száj                              | Tom Vaughan-Lawlor    | Seder Gábor         | Thanos gyermeke, a Fekete Rend tagja. |
| Ned Leeds                               | Jacob Batalon         | Nem beszél          | Peter Parker legjobb barátja. |
| Groot                                   | Vin Diesel (hang)     | Dézsy Szabó Gábor   | Az Őrzők egyik tagja, aki egy fára hasonlító humanoid lény. |
| Peter Quill / Űrlord                    | Chris Pratt           | Miller Zoltán       | A Galaxis Őrzőinek félig ember, félig Égi vezetője, akit gyermekként a Fosztogatóknak nevezett földönkívüli tolvaj- és csempészbanda elrabolt a Földről, majd a banda tagjaként nevelték fel. |
| Nick Fury                               | Samuel L. Jackson     | Nem beszél          | A S.H.I.E.L.D. egykori igazgatója. |
| Johann Schmidt / Vörös Koponya          | Ross Marquand         | Rátóti Zoltán       | A HYDRA szervezet rég eltűnt egykori vezetője, a Lélekkő őrzője. |
| Corvus Glaive                           | Michael James Shaw    | Fehér Péter         | Thanos gyermeke, a Fekete Rend tagja. Proxima Midnight férje. |
| Proxima Midnight                        | Monique Ganderton     | Nem beszél          | Thanos gyermeke, a Fekete Rend tagja. Corvus Glaive felesége. |
| Cull Obsidian                           | Terry Notary          | Nem beszél          | Thanos gyermeke, a Fekete Rend tagja. |
| Péntek                                  | Kerry Condon          | Peller Mariann      | Stark személyi mesterséges intelligenciája Jarvis után. |
| További szereplők                       | Színész               | Magyar hang         | Leírás |
| Hope van Dyne / Darázs                  | Evangeline Lilly      | Németh Kriszta      | Hank Pym és Janet van Dyne lánya, aki anyjától örökölte a hasonló ruhát és a Darázs köpenyt. |
| Valkűr                                  | Tessa Thompson        | Gubik Petra         | Kemény, keményen ivó asgardi harcos, a mitológiai lényen, Brünhilden alapul, aki egykor legendás valkűr harcos volt. |
| Frigga                                  | Rene Russo            | Kováts Adél         | Odin felesége, Asgard királynője, Thor anyja és Loki nevelőanyja, az azonos nevű mitológiai isten alapján. |
| Howard Stark                            | John Slattery         | Tarján Péter        | Tony apja. |
| Ősmágus                                 | Tilda Swinton         | Kiss Eszter         | Misztikus mágus. |
| Peggy Carter                            | Hayley Atwell         | Balsai Móni         | A Stratégiai-tudományos egység nyugalmazott katonai ügynöke és a S.H.I.E.L.D. társalapítója és Steve Rogers egykori szerelmese. |
| May Parker                              | Marisa Tomei          | Nem beszél          | Peter Parker nénikéje. |
| Korg                                    | Taika Waititi         | Karácsonyi Zoltán   | Kronan gladiátor, Thor barátja. |
| Ramonda                                 | Angela Bassett        | Nem beszél          | T’Challa és Shuri édesanyja, Vakanda királynője. |
| Hank Pym                                | Michael Douglas       | Dörner György       | Entomológus, fizikus és egykori S.H.I.E.L.D. ügynök, aki az eredeti Hangyává vált, miután felfedezte az átalakulást lehetővé tevő szubatomi részecskéket |
| Janet Van Dyne                          | Michelle Pfeiffer     | Nem beszél          | Pym felesége, Hope anyja és az eredeti Darázs, aki a kvantum világban veszett el. |
| Laura Barton                            | Linda Cardellini      | Bognár Anna         | Sólyomszem felesége. |
| Jasper Sitwell                          | Maximiliano Hernández | Maday Gábor         | A S.H.I.E.L.D. ügynök |
| Brock Rumlow / Halálfej                 | Frank Grillo          | Makranczi Zalán     | A S.H.I.I.E.L.D. terrorelhárító S.T.R.I.K.E. csapatának parancsnoka |
| Alexander Pierce                        | Robert Redford        | Dunai Tamás         | A S.H.I.E.L.D. egyik vezető tisztviselője, a Világbiztonsági Tanács tagja és Nick Fury régi bajtársa. |
| Jack Rollins                            | Callan Mulvey         | Nem beszél          | A S.H.I.I.E.L.D. S.T.R.I.K.E. egységének tagja. |
| Harley Keener                           | Ty Simpkins           | Nem beszél          | Segített Tony-nak, amikor még kisfiú volt. |
| Kraglin                                 | Sean Gunn             | Nem beszél          | Yondu egykori parancsnokhelyettese a Fosztogatóknál. |
| Jane Foster                             | Natalie Portman       | Zsigmond Tamara     | Asztrofizikus és Thor szerelmi érdeklődése. |
| Edwin Jarvis                            | James DʼArcy          | Kárpáti Levente     | Howard komornyikja. |
| Akihiko                                 | Szanada Hirojuki      | Eredeti nyelven     | A Tokióban működő főnök, aki ellenzi Bartont |
| Morgan Stark                            | Lexi Rabe             | Azurák Zsófia       | Tony és Pepper lánya. |
| Cassie Lang                             | Emma Fuhrmann         | Gulás Fanni         | Scott lánya. |
| önmaga                                  | Stan Lee              | Kajtár Róbert       | 70-es évekbeli autós. |
| Biztonsági őr                           | Ken Jeong             | Nem beszél          | Raktárőr. |
| Liftes nő                               | Yvette Nicole Brown   | Makay Andrea        | A S.H.I.E.L.L.D. alkalmazottja |
| Lila Barton                             | Ava Russo             | Stern Hanna         | Barton lánya. |
| Ember a terápián                        | Joe Russo             | Stern Dániel        | Ember a terápián. |
| Howard, a kacsa                         | Nem beszél            | Nem beszél          | Kacsaszerű lény. |

## Fogadtatás
A film a nyitóhétvégén már átlépte az egymilliárd dolláros globális bevételt, majd a második héten már a kettőmilliárdot is elérte. A film most már a világ legnagyobb bevételt gyűjtő filmjének számít, miután James Cameron 2 sikerfilmjét, az Avatart, és a Titanicot is beelőzte. Érdekesség, hogy ezen a listán mind a négy Bosszúállók film rangos helyet foglal, mind a Jurassic World, és a nyolcadik Harry Potter film. Amerikában továbbra is a Star Wars – Az ébredő erő tartja a rekordot.